# Komisija za športno plezanje PZS
Komisija za športno plezanje (KŠP) je strokovna komisija Planinske zveze Slovenije, ki skrbi za razvoj športnega plezanja. 

## Zgodovina
Zgodovina športnega plezanja se je v Evropi, po mnejnu nemškega plezalca Wolfanga Güllicha, začela okoli leta 1974 in 1975, v ZDA pa že v šestdesetih letih dvajsetega stoletja. Že kmalu so oblikovali tudi nekaj pravil, in sicer:
- smeri so začeli označevati z rdečimi pikami, če so jo preplezali prosto brez padca, po predhodnem plezanji;
- na pogled (On sight) pomeni, da plezalec spleza smer prosto v prvem poizkusu, brez kakršnihkoli poprejšnjih informacij;
- način to Flash je podoben plezanju na pogled, vendar pa ima plezalec vnaprejšnjo informacijo o smeri, ker je videl nekoga, ki je smer preplezal.

Športno plezanje se je dolga leta razvijalo v naravnih stenah, na balvanih in večjih skalah. Iz začetkov so znana plezališča v Yosemitih, ZDA. V Evropi v Verdonu, Francija, stene v Frankovski Juri, Nemčija, v Paklenici, Hrvaška so samo nekatere med njimi, v Sloveniji sta znani plezališči Osp in Črni Kal.
Balvansko plezanje se je razvilo v samostojno disciplino šele v zadnjih letih, tako v plezališčih kot tudi na tekmovanjih.
Za prvo mednarodno tekmovanje v športnem plezanju lahko štejemo tekmovanje Sportroccia leta 1985 v Bardonecchi pri Torinu. Rock Master 1987 smatrajo za prvo neuradno svetovno prvenstvo. V letu 1988 so v Grenoblu organizirali prvo mednarodno dvoransko prvenstvo. V letu 1989 pa tudi prvi uradni svetovni pokal v športnem plezanju. Športno plezanje pa se je prvič predstavilo tudi na olimpijskih igrah v Albertvillu leta 1992, leta 2005 pa na olimpijskih igrah v Torinu. Športni plezalci tekmujejo na različnih nivojih (domača in mednarodna tekmovanja) in v različnih starostnih skupinah.
V zadnjih letih se je razvilo tudi dvoransko športno plezanje.
Da je šprtno plezanje priljubljena rekracija ponazarja tudi dejstvo, da je v Sloveniji že 79 plezališč v naravi (Športno plezalni vodnik Slovenija) in brez števila umetnih sten.

## Organizacija
Komisijo za športno plezanje vodi načelnik. Sestavljajo jo še šest članov, Selektor članske reprezentance, Selektor mladinske reprezentance, vodja sodniškega zbora, vodja projekta opremljanja slovenskih plezališč, koordinatorja šolskih športnih tekmovanj, vodja izpitov za športne plezalce in inštruktorje 1, vodja izpitov za inštruktorje 2 in vodja izpitov za opremljevalce smeri.
Športni plezalci so bili v letu 2013 člani 43 registriranih športno-plezalnih odsekov (športno-plezalni ter alpinistični odseki in sekcije pri planinskih društvih, plezalni in alpinistični klubi ipd.)

## Naloge
Komisija deluje v skladu s pravilnikom, ki ga je komisija sprejela že dne 8.10.1994 in dopolnila 13. aprila 2011, v njem pa so navedene naloge: skrb za usposabljanje strokovnih kadrov (vaditeljev) na področju športnega plezanja, izobraževanje članstva ter za organizacija domačih in mednarodnih tekmovanj v športnem plezanju. 
Njena skrb je tudi vodenje državne reprezentance in drugih vrhunskih športnikov, kategorizacija športnikov in urejanje naravnih plezališč in ob tem skrb za varstvo narave.
Komisija tudi sodeluje z drugimi državnimi in mednarodnimi organizacijami in zvezami s tega področja.
Njena naloga pa je tudi ocena, izdelava in nabava plezalne opreme in naprav.
Ker je Planinska zveza Slovenije članica Mednarodne zveze za športno plezanje (International Federation of Sport Climbing, IFSC), se predstavnik Komisije udeležuje redne letne skupščine in drugih pomembnih sestankov in aktivnosti.

## Vzgoja in izobraževanje
Športno plezanje pozna športne nazive in nazive strokovnih delavcev. Športni nazivi so: pripravnik športnega plezanja, športni plezalec 1, športni plezalec 2. Nazivi strokovnih delavcev pa so: vaditelj športnega plezanja, inštruktor športnega plezanja 1, inštruktor športnega plezanja 2, trener športnega plezanja 1, trener športnega plezanja 2.
Program usposabljanja praviloma poteka za vsak naziv ločeno. Komisija za športno plezanje izvaja usposabljanje sama ali s pomočjo zunanjih izvajalcev. Izpit za naziv pripravnik športnega plezanja se po opravljeni začetni plezalni šoli opravlja na nivoju plezalnega kluba, odseka ali samostojne plezalne šole. Vsi izpiti za ostale nazive se opravljajo na nivoju Komisije.
Začetna šola športnega plezanja traja najmanj 40 ur teorije in prakse. Nadaljevalna šola služi za utrjevanje tem začetne šole s poudarkom na plezalni in vrvni tehniki, obiskovanju naravnih plezališč in pripravi na izpit za športnega plezalca 1.
Šola športnega plezanja za daljše športno plezalne smeri traja najmanj 100 ur teoretičnih in praktičnih znanj.
Pripravnik športnega plezanja postane vsak tečajnik, ki je končal začetno šolo, preplezal vsaj 10 različnih športno plezalnih smeri (katerihkoli težav) z varovanjem od spodaj in uspešno opravil izpit iz praktičnega dela.
Športni plezalec 1 mora biti star najmanj 16 let, opravljen izpit za pripravnika in preplezano predpisano število in težavnost športno plezalnih smeri. Uspešno mora opraviti tudi teoretični in praktični izpit. Za samostojno plezanje in varovanje je usposobljen ko dopolni 18 let in sicer v vseh do pol raztežaja dolgih smereh na umetnih stenah in v naravnih plezališčih.
Športni plezalec 2 lahko postane 18 let star kandidat s 3 leti staža in preplezano predpisano število in težavnost športno plezalnih smeri. Uspešno mora opraviti tudi teoretični in praktični izpit. Športni plezalec 2 je usposobljen za samostojno plezanje in varovanje v vseh športno plezalnih smereh.
Vaditelj športnega plezanja je usposobljen za vodenje in izvajanje plezalnih tečajev oziroma
začetnih šol samo na umetnih stenah. Za vse to potrebuje veljavno licenco, ki jo pridobi z opravljenim teoretičnim in praktičnim izpitom po tem, ko je opravil tudi eno leto kot stažist - športni plezalec 1. V naravnih plezališčih je za izvajanje tovrstne dejavnosti potrebna prisotnost inštruktorja.
Inštruktor športnega plezanja 1 lahko postane kandidat, ki ima najmanj 3 leta plezalnega staža in najmanj 1 leto staža kot športni plezalec 1, ima preplezano predpisano število in težavnost športno plezalnih smeri ter uspešno opravljen teoretični in praktični izpit. Usposobljen in pristojen je za samostojno učenje športnega plezanja v vseh do pol raztežaja dolgih smereh na umetnih stenah in naravnih plezališčih. Lahko tudi organizira, vodi in izvaja vse vrste tečajev športnega plezanja.
Inštruktor športnega plezanja 2 lahko postane kandidat, ki ima najmanj 5 leta plezalnega staža in najmanj 1 leto staža kot športni plezalec 1, ima preplezano predpisano število in težavnost športno plezalnih smeri ter uspešno opravljen teoretični in praktični izpit. Pred pričetkom izobraževanja mora tudi uspešno opraviti sprejemni izpit. Usposobljen in pristojen je za samostojno učenje športnega plezanja v vseh športno plezalnih smereh.
Trener športnega plezanja 1 postane lahko kandidat, ki ima licenco Inštruktor športnega plezanja 1 in dve leti staža ter opravljen izpit.
Trener športnega plezanja 2 pa postane kandidat z enim letom izkušenj kot trener 1 z veljavno licenco ter opravljenim izpitom.
Pridobljeni športni nazivi ali nazivi strokovnih delavcev v športnem plezanju so trajni. Potrjevanje licenc je potrebno za vse strokovne nazive vsake 3 leta.

## Kategorizacija športnih plezalcev
Za status kategoriziranega športnika lahko kandidira samo plezalec, ki ima priznan naziv najmanj športni plezalec in je član kluba/odseka, ki je za tekoče leto registriran pri Komisiji. Splošni pogoji za kategorizacijo so določeni v »Pogojih, pravilih in kriterijih za registriranje in kategoriziranje športnikov v Republiki Sloveniji«.
Športniki so lahko uvrščeni v naslednje razrede: športnik svetovnega razreda, mednarodnega, perspektivnega, državnega in mladinskega razreda vse v skladu s kriteriji, ki jih je določila Komisija za športno plezanje.
Število kategoriziranih športnikov na področju športnega plezanja na dan 31. 12. 2012 po razredih je bilo: 1 svetovni, 26 mednarodnih, 13 perspektivnih, 8 državnih in 11 mladinskih razredov.

## Opremljanje slovenskih plezališč
V okviru Komisije za športno plezanje se izvajajo tudi aktivnosti pri opremljanju slovenskih plezališč. Obnovo plezališč, administrativne in operativne naloge, vodenje evidenc in ostala opravila lahko izvajajo samo zato izobražene in licencirane osebe. Komisija razpiše in izvede tečaj za opremljevalce plezalnih smeri, nanj se lahko prijavijo kandidati z licenco športni plezalec ali alpinist. Tečaj obsega teoretični in predvsem praktični del in se zaključi z izpitom. Licence se potrjujejo na vsaka 3 leta, pogoj za podaljšanje pa so vsaj tri plezalne smeri opremljene z lepljenjem.